# Transporte hidroviário

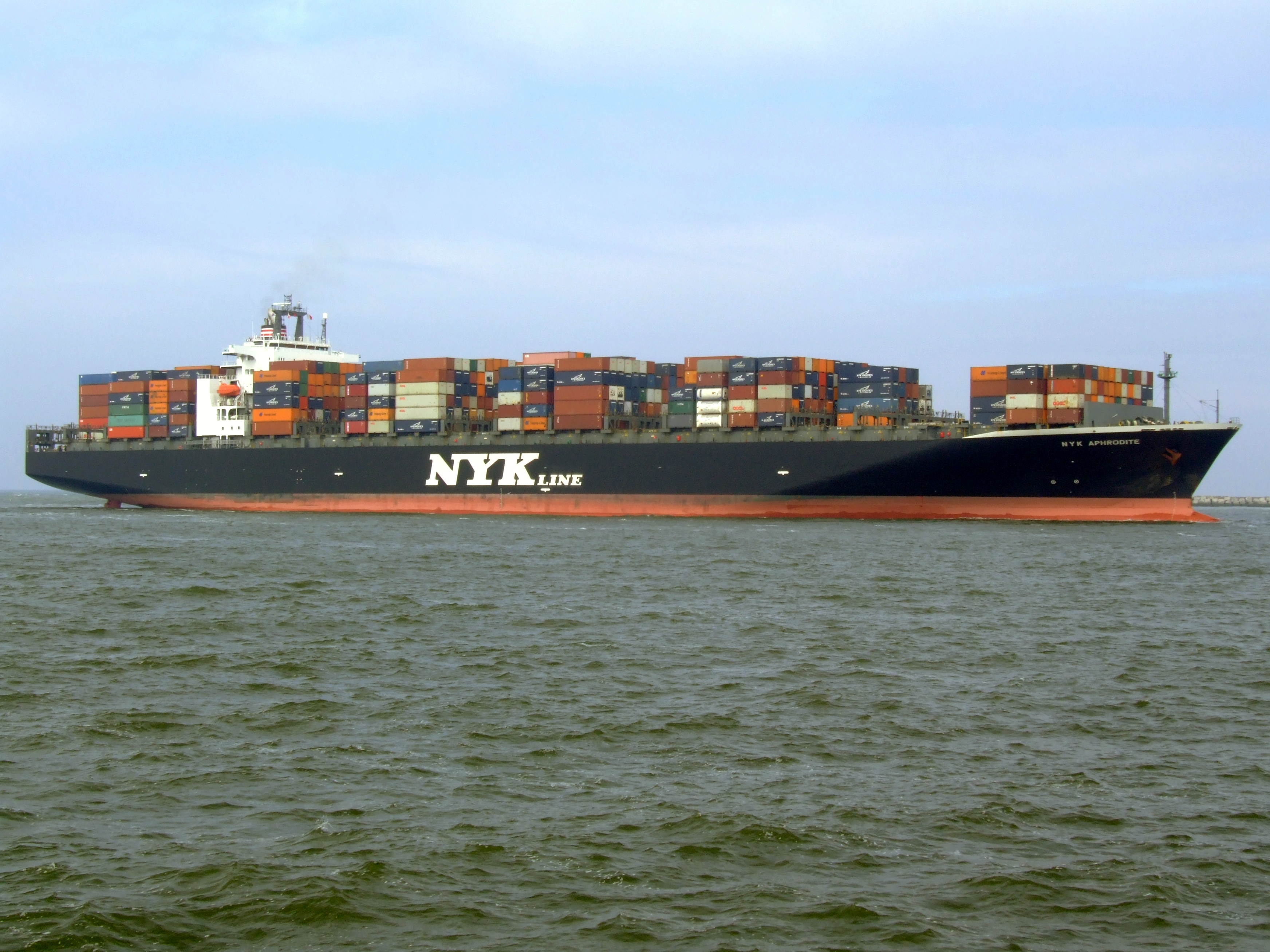
Um navio de transporte carregando contêineres.

O transporte aquático, aquaviário ou hidroviário consiste na locomoção de mercadorias e de passageiros por barcos, navios ou balsas, via um corpo de água, tais como oceanos, mares, lagos, rios ou canais. O transporte aquático engloba tanto o transporte marítimo, utilizando, como via de comunicação, os mares abertos, como o transporte fluvial, usando os lagos e rios. Como o transporte marítimo representa a grande maioria do transporte aquático, muitas vezes é usada esta denominação como sinônimo. Esse tipo de transporte é utilizado para cargas como cereais, combustíveis etc.
Este modo de transporte cobre o essencial das matérias-primas (petróleo e derivados, carvão, minério de ferro, cereais, bauxita, alumínio e fosfatos, entre outros). Paralelamente a estes transportes a granel, o transporte aquático também cobre o transporte de produtos previamente acondicionados em sacas, caixotes ou outro tipo de embalagens, conhecidos como carga geral.

## Contentor
A partir de meados da década de 1960, desenvolveu-se um novo tipo de mercado de transporte aquático, o do contentor (português europeu) ou contêiner (português brasileiro). De um formato padronizado (20 ou 40 pés), estas embalagens revolucionaram não só o transporte propriamente dito, mas também toda a cadeia logística, desde o produtor ao consumidor. Os transportes transporte rodoviário, ferroviário e mesmo aéreo, adaptaram-se de modo a fazer, dos contentores, uma unidade de transporte intermodal. A mercadoria, uma vez colocada no contentor, não sofre mais nenhum manuseamento direto até ao seu destinatário final (com excepção de qualquer fiscalização aduaneira). O que é manuseado é apenas o contentor e não o conteúdo.